# Passos (Cabeceiras de Basto)
Passos é uma povoação portuguesa do Município de Cabeceiras de Basto que foi sede da extinta Freguesia de Passos, freguesia que tinha 4,59 km² de área e 221 habitantes (2011), e, por isso, uma densidade populacional de 48,1 hab/km².
A Freguesia de Passos foi extinta em 2013, no âmbito de uma reforma administrativa nacional, tendo sido agregada à Freguesia de Alvite para formar uma nova freguesia denominada União das Freguesias de Alvite e Passos com a sede em Alvite.

## População
| População da freguesia de Passos (1864 – 2011) | População da freguesia de Passos (1864 – 2011) | População da freguesia de Passos (1864 – 2011) | População da freguesia de Passos (1864 – 2011) | População da freguesia de Passos (1864 – 2011) | População da freguesia de Passos (1864 – 2011) | População da freguesia de Passos (1864 – 2011) | População da freguesia de Passos (1864 – 2011) | População da freguesia de Passos (1864 – 2011) | População da freguesia de Passos (1864 – 2011) | População da freguesia de Passos (1864 – 2011) | População da freguesia de Passos (1864 – 2011) | População da freguesia de Passos (1864 – 2011) | População da freguesia de Passos (1864 – 2011) | População da freguesia de Passos (1864 – 2011) |
| ---------------------------------------------- | ---------------------------------------------- | ---------------------------------------------- | ---------------------------------------------- | ---------------------------------------------- | ---------------------------------------------- | ---------------------------------------------- | ---------------------------------------------- | ---------------------------------------------- | ---------------------------------------------- | ---------------------------------------------- | ---------------------------------------------- | ---------------------------------------------- | ---------------------------------------------- | ---------------------------------------------- |
| 1864                                           | 1878                                           | 1890                                           | 1900                                           | 1911                                           | 1920                                           | 1930                                           | 1940                                           | 1950                                           | 1960                                           | 1970                                           | 1981                                           | 1991                                           | 2001                                           | 2011                                           |
| 366                                            | 375                                            | 363                                            | 387                                            | 407                                            | 454                                            | 442                                            | 498                                            | 504                                            | 554                                            | 457                                            | 375                                            | 249                                            | 273                                            | 221                                            |